# الدولة السلجوقية
ٱلدَّولةُ ٱلسَّلْجُوقيَّة أو دولة بني سَلْجُوق أو دولة السَّلاجقة العظام (يُطلَق عليها الاسم الأخير لتمييزها عن دول السَّلاجقة اللاَّحقة التي ظهرت بعد تفكِّكها وانهيارها) هي واحدة من الدول الكبرى في تاريخ الإسلام وإقليم وسط آسيا، لعبت دوراً كبيراً في تاريخ الدولة العباسية والحروب الصليبية والصِّراع الإسلامي البيزنطي. تأسَّست الدولة على يد سلالة السَّلاجقة، وهي سلالة تركيَّة تنحدر من قبيلة قنق التي تنتمي بدورها إلى مجموعة أتراك الأوغوز. حكمت الدولة السَلْجُوقيَّة في أوج ازدهارها كافَّة إيران وأفغانستان ووسط آسيا وُصولاً إلى كاشغر في الشرق، فضلاً عن العراق والشام والأناضول غرباً وُصولاً إلى مشارف القسطنطينية. قامت الدولة منذ عام 1037م (429 هـ) عندما دخل مؤسِّسها طغرل بك مدينة مرو في وسط آسيا، وحتى عام 1157م (552 هـ) عند وفاة السلطان أحمد سنجر، الذي تفكَّكت الدولة بعده إلى دولايات منفصلةٍ حكمت أجزاءً مختلفة من وسط وغربي آسيا.
ينتمي السلاجقة إلى قبيلة قنق إحدى العشائر المتزعمة لقبائل الغز التركية. دخلت هذه العشيرة في الإسلام أثناء عهد زعيمها ومؤسِّس السلالة سَلْجُوق بن دُقَاق سنة 960م. دخلوا بعدها في خدمة القراخانات حُكَّام بلاد ماوراء النهر، وحازوا نفوذاً عالياً في دولتهم. ظهرت الدولة السَلْجُوقيَّة عندما قاد طغرل بك حفيد سَلْجُوق حرباً مع الدولة الغزنوية في إقليم خراسان الكبرى، تمكَّن على إثرها من انتزاع مدينتي مرو ونيسابور في عام 1037م (429 هـ). انتصر طغرل في العام ذاته بمعركته الكبرى مع الغزنويين، وهي معركة داندقان، التي كسرت شوكة دولة الغزنويِّين وأدَّت إلى الظهور الحقيقي للدولة السَلْجُوقية.
استئنف طغرل تقدُّمه نحو الغرب بعد أن أمَّن خراسان فخاض حرباً مع الدولة البويهية في إيران والعراق، واستغلَّ فرصة استنجاد الخليفة العباسي القائم بأمر الله به ليسير نحو بغداد وينتزعها، وقضى بذلك على الدولة البويهية (التي كانت واحدةً من القوى الكبرى في فارس لقرنٍ ونصف) في سنة 1055 م (447هـ). بعد موت طغرل ورث ابن أخيه ألب أرسلان مقاليد الحكم، فتابع توسعة الدَّولة بخوض حربٍ جديدة مع الإمبراطورية البيزنطية، التي انتزعَ منها جورجيا وأرمينيا ومُعظم الأناضول في أعقاب انتصاره السَّاحق عليها بمعركة ملاذكرد سنة 1071م (463 هـ)، وتمكَّن من مدِّ مساحة الدولة إلى سواحل بحر إيجة. توفي ألب أرسلان بعد معاركه مع البيزنطيين بسنواتٍ قليلة، فتولَّى الحكم ابنه ملك شاه، الذي وَسَّع الدولة بفتح أجزاءٍ من بلاد الشام بما فيها مدينة القدس.
منذ وفاة السُّلطان ملك شاه انتهى عصر النفوذ العسكريِّ السَلْجُوقي، وبدأت الدولة بالانحدار والضعف تدريجياً. فقد ظهرت في أواخر عهده جماعة الحشاشين التي سبَّبت اضطراباتٍ كبيرة في شمال إيران، كما وبدأت في السنوات اللاحقة الحروب الصليبية التي خسرها السلاطنة السَلْجُوقيُّون بعد عدَّة معارك تكبَّدوا فيها هزائم شديدة، وخسروا للصليبيِّين أجزاءً واسعة من دولتهم بما فيها الكثير من مدن الأناضول وبلاد الشام. انتهت دولة السَّلاجقة العظام في سنة 1153م (548 هـ) عندما ثار الأتراك الأوغوز على السلطان السَلْجُوقي أحمد سنجر وزجُّوا به في السِّجن. تفكَّكت الدولة وانهارت بعد ذلك، إلا أنَّ فروعاً مختلفة من سلالة السلاجقة تمكَّنت من البقاء بعدها وحكمت أجزاءً كبيرة من البلاد الإسلامية، ومن أبرزهم سلاجقة الروم في الأناضول وسلاجقة كرمان في فارس وسلاجقة العراق وسلاجقة دمشق وحلب في الشام.
ساند السلاجقة الخلافة العباسية في بغداد، ونصروا أهل السنة والجماعة بعد أن أوشكت دولة الخلافة على الانهيار بين النفوذ البويهي الشيعي في إيران والعراق، والنفوذ الفاطمي في مصر والشام. فقضى السلاجقة على النفوذ البويهي تماماً وتصدوا للخلافة العبيدية(الفاطمية)، فقد كان النفوذ البويهي الشيعي مسيطراً على بغداد والخليفة العباسي.

## التاريخ الحربي

### التأسيس

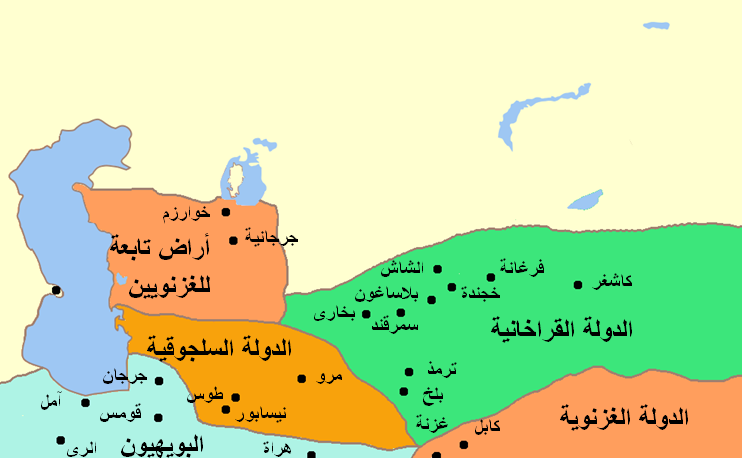
خريطة تقريبية لمدن وسط آسيا وحدود الدولة السَلْجُوقية والدول المجاورة لها في عام 432 هـ عندما اعترف الخليفة العباسي لأول مرة بالدول السَلْجُوقية.

يَعود أصل السلاجقة الأتراك إلى قبيلة "قنق" (بالتركية: kınık)، وهي إحدى قبائل الغز الثلاثة والعشرين الذين يُشكلون فرعاً من الأتراك. ولقد بدأت هذه القبائل منذ النصف الثاني من القرن السادس الميلادي سلسلة من الهجرات الكبيرة إلى أرض الأناضول لأسباب متعددة، ربما تكون قلة الغذاء والأراضي بشكل رئيسي. لكن أثناء الهجرة استقرت القبيلة لفترة من الزمن في جرجان وطبرستان وعمل أفرادها هناك في خدمة ملك تركي يُدعى «بيغو»، وكان منهم سَلْجُوق بن دُقَاق الذي كان من كبارهم وحصل على رتبة «سباشي» أو «قائد الجيش» عند الملك التركي. لكن بسبب قوة سَلْجُوق وتبعية أفراد القبيلة الكبيرة له وطاعتهم لأوامره، فقد بدأ بيغو يَقلق حول سيطرته على الجيش التركي وخشيَ من سَلْجُوق، حتى أنه بدأ يُدبر لقتلهِ، وعندما علم سَلْجُوق بالأمر جمع قبيلته ورحل إلى مدينة خجندة قرب نهر سيحون في حيث كان الحكم الإسلامي سائداً في المنطقة، وهناك أعلن إسلامهِ وأخذ يُحارب الأتراك الوثنيين في منطقة تركستان.
وبحلول القرن الخامس الهجري كانت قوة السلاجقة قد تعالت وأصبحوا دولة قوية، مما بدأ يُثير قلق السلطان محمود الغزنوي حاكم الدولة الغزنوية في بلاد الهند وفارس. وبسبب هذا قام محمود بشن حملة على السلاجقة عام 415 هـ، انتهت بالقبض على سلطانهم أرسلان بيغو وعدد كبير من أتباعه، وأرسل أرسلان إلى سجن قضى فيه أربع سنوات ثم مات. لكن في عام 419 هـ ثار السلاجقة وخرجوا عن سيطرة محمود، فأرسل إليهم بعض الجنود لكنهم هُزموا وتابع السلاجقة سيرهم عبر بلاد ما وراء النهر، فدمروا ونهبوا العديد من المدن، فأرسل إليهم محمود الغزنوي أمير طوس الذي أستمر بملاحقتهم سنتين في تلك البلاد. لكن في عام 421 هـ توفي محمود دون أن يَقضي على السلاجقة، فسار ابنه مسعود بن محمود إليهم حيث طلبوا الصلح، وبهذا توقف النزاع بين الطرفين لفترة قصيرة. وما إن سار مسعود إلى الهند لقمع تمرد آخر ثار السلاجقة مُجدداً، فأرسل إليهم جيشاً التقوا معه في نيسابور وهزمهم، ولذلك انسحبوا إلى الري فنشبت بينهم وبين مسعود آخر معركة واستطاع أن يَهزمهم ويخضعهم.
ولكن كل الحروب المذكورة سابقاً قادها أتباع أرسلان بيغو الذي قبض عليه محمود الغزنوي على أيامه، لكنهم هُزموا بعد حربهم مع مسعود، في حين أتى مكانهم طغرل بك بن ميكائيل - ابن أخي أرسلان - الذي قاد حروب السلاجقة بعد ذلك وقام بتأسيس الدولة السَلْجُوقية. لكن في هذا الوقت وبعد هزيمة أتباع أرسلان كان يُريد «علي تكين» أن يُصبح هو قائد السلاجقة، فاستدعى «يوسف بن موسى بن سَلْجُوق» (ابن عم طغرل) وأكرمه كثيراً وحاول استمالته إلى طرفه لكي يُساعده ضد طغرل، لكن عندما علم يُوسف بذلك رفض ولم يَقبل بمعاونته، وبعد أن يأس علي تكين من استمالته قام بقتله. وقد كبر قتل يُوسف على طغرل، فجمع عشائره ولبسوا ثياب الحداد وجمع ما استطاع من الترك للثأر، وجمع علي تكين جيوشه أيضاً، ثم التحم الجيشان وهُزم جيش علي. وبعد ذلك استمر طغرل بملاحقته، فجمع علي كل جيوشه وكل من استطاع من الأتراك والتقى مع جيوش طغرل في معركة ضخمة عام 421 هـ هُزم فيها طغرل وقتل الكثير من جنده.

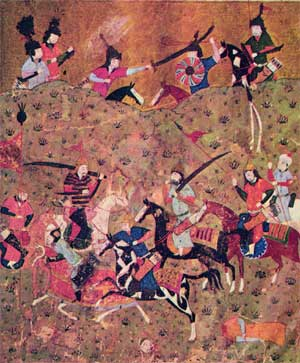
رسم يُظهر اشتباك السلاجقة مع الغزنويين في معركة داندقان.

بسبب هذه الهزيمة لم يَعد طغرل قوياً كفاية، فراسل مسعوداً بن محمود لما كان ذاك في طبرستان طلباً للصلح، فاستغل مسعود هذه الفرصة وقبض على رسل السلاجقة كي لا يَعودوا بأخبار إلى طغرل ثم جمع جيشاً جراراً وسار إليهم وفاجأهم فألحق بهم هزيمة كبيرة. لكن بعد انتهاء المعركة بدأ جنود مسعود يَتصارعون فيما بينهم على الغنائم، وصدف في الوقت نفسه أن داوداً (معاون طغرل) كان يَقول لجنود السلاجقة أن تلك فرصة للإيقاع بجنود مسعود بعد أن انشغلوا بالغنائم والنصر وأحسوا بالأمان ففقدوا تيقظهم، فهاجم السلاجقة مُجدداً وانتصروا. وخلال هذه المعركة كان مسعود في نيسابور ووصلته أخبار الحرب، فبدأ يَخاف منهم وعرض عليهم أن يُعطيهم أراضي من دولته لكي يَكفوا عن محاربته، لكنهم رفضوا عرضه، فبدأ يُرسل إليهم الجيوش لكنهم هُزموا الواحد تلو الآخر. استمر مسعود بتجاهل السلاجقة لفترة بعد أن يأس منهم، ثم قرر في النهاية أن يَعود إلى محاربتهم وجمع جيشاً ضخماً، لكن قائد الجيش (وهو حاجب مسعود) كان جباناً فأغار قليلاً على مرو ثم سار مُجدداً وعاد إليها بعد ذلك فأصاب جنوده التعب واستطاع طغرل هزيمته في سنة 428 هـ، وبعد هذه المعركة سيطر السلاجقة على خراسان.
ولقد استمرت الحرب في السنوات اللاحقة بين الطرفين وبدأ طغرل يَغلب، فقلق مسعود وجمع جيشاً جراراً واتجه إلى خراسان في العام نفسه والتقى مع الأتراك السلاجقة في معركة حاسمة تعرف بمعركة داندقان هُزم فيها مسعود، وحكمت هذه المعركة ببداية حكم السلاجقة ونهاية قوة الغزنويين، وبعدها توقف مسعود عن المقاومة وأسس السلاجقة إحدى أقوى دول المشرق، ولهذا يُعد عام 429 هـ هو عام تأسيس الدولة السَلْجُوقية الحقيقي.

### الحرب مع الديلمة البويهيين

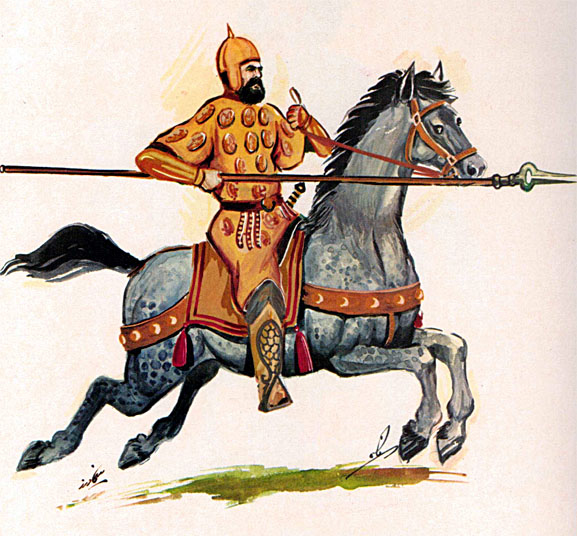
فارس ديلمي بويهي.

قرر السلاجقة من أبناء سَلْجُوق الاتحاد معاً تحت زعامة طغرل بك مع مساعدة أخيه داود وعمه موسى بن سَلْجُوق بعد سيطرتهم على الحكم في أرض خراسان خلال عامي 431 و432 هـ، فكان هذا هو قيام الدولة السَلْجُوقية. حتى أنه يُقال أن طغرلاً أعطى لأخيه سهماً وقال: «اكسره»، فكسره، ثم أعطى له سهمين وثلاثة سهام فكسرهم أيضاً، وعندما وصل للأربعة سهام عجز عن كسرها، فقال له طغرل: «إن مثلنا مثل ذلك» (يَقصد أنهم ضعيفون عندما يَتفرقون). بدأ طغرل بك بعد قيام دولة السلاجقة بتوسيعها نحو المغرب، ففي عام 433 هـ فتح جرجان وباقي طبرستان فخطب له في كافة أنحائها، ثم سار في عام 434 هـ فحاصر خوارزم وفتحها ثم تابع السير واستولى على طبس ومكران وأطراف كرمان والري، ثم تابع التحرك في العام نفسه فأخذ همدان واتجه شمالاً إلى دهستان ثم عاد وعين أمراءً على طبرستان وهمذان وحاول إرسال جيش لأخذ كرمان لكنه هزم. بعد ذلك توقف طغرل قليلاً عن غزواته، فعاد البويهيون عام 436 هـ واستعادوا همذان، ولذا فقد أرسل طغرل إبراهيماً بن ينال إلى فارس عام 437 هـ فاستعاد همذان وغزا بلاد الجبل (غرب إيران والعراق حالياً) وأخذ عدة مدن منها ونهب الكثير، وفي العام نفسه أيضاً جاء وباء كبير على الخيل في فارس فهلك 12,000 من خيل البويهيين على حد قول المؤرخين. في العام التالي عاد طغرل بك إلى غزواته فسار بنفسه مع جيشه إلى أصبهان وحاصرها على أمل الاستيلاء عليها، لكنه فشل فتصالح مع أميرها على أن يُعطيه مبلغاً من المال وعلى أن يُخطب له في أصبهان وما حولها. وفي عام 446 هـ فتح أذربيجان، ثم قرر أخيراً عام 447 هـ السير إلى العراق لطرد البويهيين منها. وقد كانت هناك علاقات قوية بين طغرل والخليفة العباسي قبل هذا المسير، فقد بدأ طغرل مراسلة الخليفة منذ عام 433 هـ، ونال منه الاعتراف بالدولة السَلْجُوقية في العام نفسه، واستمرت علاقاتهما بالتحسن بعد ذلك.
بدأت الدولة البويهية بالتفكك والانحطاط منذ أواخر القرن الرابع الهجري، عندما انشق شرف الدولة عن صمصام الدولة (الذي كان حاكم البويهيين)، وأخذ منه جزءاً كبيراً من فارس وبلاد المشرق، ثم خلفه بعد موته بهاء الدولة الذي تابع الصراع مع صمصام الدولة حتى قتله، ثم نشب صراع بين أبناء بهاء الدولة بدورهم واستمرّت أوضاع البيت البويهي بالتدهور. وقد كان هذا النزاع الداخلي في الدولة البويهية لصالح السلاجقة، والذين راسلهم الخليفة القائم بأمر الله مستنجداً عام 447 هـ بعد أن سيْطر البساسيري (أكثر الرجال نفوذاً في الدولة البويهية والعباسية آنذاك) على الدولة وأصبح يُهدد وجود الخلاف العباسية، فسار طغرل بك إلى بغداد في العام نفسه، وأمر الخليفة العباسي بأن يُخطب لطغرل فيها قبل ثلاثة أيام من وصوله، ثم فتح طغرل بغداد في رمضان عام 447 هـ، وهرب منها البساسيري والملك الرحيم (آخر ملوك البويهيين) الذين قُبض عليهما لاحقاً. وقد أحسن لسلاجقة معاملة الخلفاء العباسيين وأقرّوا المذهب السنيّ في البلاد على عكس البويهيين.
هرب البساسيري من بغداد عند وصول السلاجقة، لذا فأسرع طغرل بك بإرسال جيش إلى نواحي الكوفة لمنعه من الوصول إلى بلاد الشام، ثم سار بنفسه مع باقي الجيش في التاسع والعشرين من رمضان سعياً وراءه. وفي هذه الأثناء كان البساسيري يُعد العدّة في واسط لقتال طغرل واستعادة بغداد، لكن جيوش طغرل وصلت إليه والتحمت مع جنوده، فهُزم جنوده وهرب البساسيري وحده على فرس، ثم طاردته مجموعة من الغلمان وقتلوه وطيف برأسه في أرجاء بغداد.

### ألب أرسلان

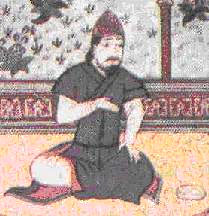
ألب أرسلان.

بعد فتح طغرل بك للعراق توقف عن الحرب، وقضى معظم السنوات الباقية من عمره في بغداد، وتزوج هناك من ابنة الخليفة القائم بأمر الله. ثم في الثامن من رمضان عام 455 هـ (1063 م) توفي وعمره سبعون عاماً في مدينة الري. لم يُنجب طغرلٌ أولاداً، ولذا فقد أوصى بأن يَحكم من بعده ابن أخيه «سليمان بن داود»، لكن العامة فضلوا ألب أرسلان حاكماً لهم فعيّنه وزير طغرل - عميد الملك الكندري - حاكماً للسلاجقة مع أنه كان يَود العمل بالوصية. ومع ذلك فعندما تولى ألب أرسلان الحُكم عزل عميد الملك ثم قتله، وعيّن مكانه نظام الملك الذي كان وزيره قبل أن يَحكم بزمن طويل، والذي يُعد أيضاً من أشهر الوزراء في التاريخ الإسلامي.
أسرع ألب أرسلان بتوطيد الحكم في الدولة السَلْجُوقية بعد أن استلمه، فانشغل خلال عامه الأول بمحاربة عدة فتن ظهرت في البلاد. وما إن انتهى من تلك الفتن تحرّك في عام 456 هـ متجهاً إلى أرمينيا لمحاربة الروم، وعندما وَصل إلى أذربيجان التقى بجماعة من المحاربين يُقاتلون نصارى المنطقة، فالتحقوا به وعرضوا عليه أن يُساعدوه كدليل في تلك البلاد. استمر ألب أرسلان بالسير مع هؤلاء المحاربين حتى وصلوا نقجوان، وهناك توقف لجمع الجنود والسفن استعداداً للغزو، وبعد أن جهز قوّاته أرسل الجيوش مع ابنه ملك شاه ووزيره نظام الملك. وقد وصل ملك شاه أثناء سيره إلى قلعة للروم ففتحها، ثم وصل إلى «قلعة سرمباري» ففتحها أيضاً هي وقلعة أخرى بجانبها أراد تخريبها لكن نظام الملك نهاه عن ذلك، وقد سلّما جميع القلاع إلى أمير نقجوان. استمر ملك شاه بالغزو بعد ذلك حتى استدعاه والده، فأخذ الجيوش وسار لفتح المزيد من المدن. وبعد عدة غزوات وصل ألب أرسلان إلى «مدينة آني»، وهي مدينة حصينة حولها نهران، ويُطوقها خندق وراءه سور مرتفع من بقية الجهات، فحاصرها وحاول فتحها لكنه فشل، وبدأ جنوده يَيأسون من فتح المدينة. فقرر أرسلان بناء برج خشبي كبير، ملأه بالجنود والرماة ووضع فوقه المنجنيقات، فاستطاعوا هدم السور واقتحام المدينة وهزموا الروم، وملك ألب أرسلان المدينة وعاد من غزوته بعد أن فتح معظم جورجيا وأرمينيا وأغلب الأراضي الواقعة بين بحيرتي أوان وأرومية.
شرع ألب أرسلا ن في عام 462 هـ بغزو بلاد الشام، فأجبر حاكم الدولة المرداسية - محمود بن صالح بن مرداس - في حلب على الخطبة للخليفة العباسي، وبعث بجيش إلى جنوب الشام فتح الرملة وبيت المقدس الذين كانا تحت سيطرة الدولة الفاطمية. وفي عام 463 هـ سار ألب أرسلان إلى إلى الرها، فقام بردم الخنادق حولها وبحفر الفجوات في أسوارها وبقصفها بالمنجنيقات لمدة شهر لكنه باء بالفشل، فتركها وسار إلى حلب ومعه 4 آلاف جندي. أرسل ألب أرسلان برسول إلى أمير حلب يَدعوه إلى طاعة السلاجقة وفتح بوابات المدينة لهم، لكنه استكبر ذلك فبدأ بجمع الجنود وبتجهيز المدينة لمقاومة الحصار. فأتى أرسلان إلى حلب عام 463 هـ وحاصر الأمير محمود بن صالح (والذي لم يَتوقع هذا بسبب إعلانه الطاعة للخليفة والسلاجقة)، لكن بعد مضي شهرين على الحصار عجز ألب أرسلان عن السيطرة على المدينة وبدأ يَخشى من تخطيط الإمبراطور البيزنطي لغزو خراسان وأيضاً على سمعته من فشله في حصار مدينتين، فعيّن قائداً مكانه للتفرغ للحصار وسار إلى خراسان لمقاتلة البيزنطيين. لكن عندما علم محمود بهذا أسرع إلى أرسلان وطلب التوصل إلى صلح، فاشترط أرسلان أن يُعلن الطاعة والتبعية للعباسيين والسلاجقة وأن يَذهب في اليوم إلى معسكره لإعلان ذلك، وهذا ما حدث فأصبحت حلب إمارة سَلْجُوقية. بعد هذا سار ألب أرسلان إلى المشرق لمحاربة البيزنطيين، وترك الجيوش مع بعض القادة وسمح لهم بالمحاربة في بلاد الشام، ففتحوا جبيل ودمشق والرملة وبيت المقدس وطبرية وحاصروا يافا، وكان ذلك بين عامي 463 و465 هـ (ملاحظة: لحروب ألب أرسلان مع البيزنطيين انظر أدناه فقرة «الحرب مع البيزنطيين»).

### ملك شاه

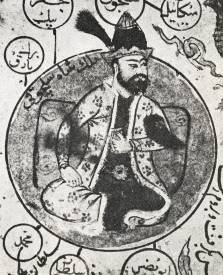
رسم للسلطان ملكشاة.

في عام 465 هـ توفي ألب أرسلان في أرض ما وراء النهر أثناء الحرب وعمره 40 سنة، وأوصى بالحكم بعده لابنه ملك شاه، فنُصب سلطاناً للدولة السَلْجُوقية في العام نفسه. لكن ما إن تولى ملك شاه السلطنة حتى انقلب عليه عمه «قاروت بك»، فأسرع ملك شاه إليه وقابله بالقرب من همدان وهناك اقتتلا فانهزم عمّه واستقر الحكم لابن أرسلان. وكانت الدولة في عهده قد اتسعت اتساعاً عظيماً، فامتدت من كاشغر في أقصى المشرق (حيث توقفت الفتوح الإسلامية) إلى بيت المقدس في الغرب، وبهذا فقد كانت تشمل كامل الجزء الإسلامي من قارة آسيا عدا الجزيرة العربية ودول جنوب شرق آسيا. يُقال عن ملك شاه أنه كان من أفضل السلاطين سيرة، وأن القوافل كانت تعبر من أقصى المشرق إلى لشام في عهده آمنة دون التعرّض إلى هجوم أو أذى.
أرسل ملك شاه خلال عهده جيوشاً مرتين متتاليتين لحصار مدينة حلب والاستيلاء عليها، لكنه فشل، فتحرّكت جيوشه (التي يَقودها أخوه «تاج الدولة تتش») جنوباً وفتحت حماة. ودمشق وأظهر حاكم حمص الطاعة لها فتركوه حاكماً. لكن في عام 472 هـ تغيّرت مجريات الأحداث عندما راسل أهل حلب «مسلم بن قرواش العقيلي» لكي يُخلصهم من محمود المرداسي، فأتى إلى حلب واستولى عليها وأسقط بهذا الدولة المرداسية مقيماً مكانها الدولة العقيلية، وقد راسل السلطان السَلْجُوقي وأعلن له الولاء وعرض إرسال مبلغ من المال كل شهر مقابل إبقائه حاكماً لحلب فوافق ملك شاه. لكن لاحقاً نشأ نزاع بين تتش (الذي ولاه ملك شاه على بلاد الشام) ومسلم بن قرواش (الذي أظهر الطاعة للسلاجقة أيضاً)، وقد قتل مسلم في النزاع وتابع من بعده ابنه، لكن تتش نجح بانتزاع حلب منه فقرر ابن مسلم تسليم حلب إلى ملك شاه واستدعاه لذلك، فجاء ملك شاه من المشرق وتسلم حلب (التي تركها تتش وعاد إلى دمشق)، وسيطر ملك شاه أيضاً خلال هذه الحملة على اللاذقية وبضعة مدن أخرى.
في أواخر القرن الخامس الهجري ظهرت حركة جديدة في المشرق هي جماعة الحشاشين، والذين استولوا على قلعة ألموت عام 483 هـ، فحاول ملك شاه أن يُرسل إليهم دعاة يُعدينهم إلى المذهب السني لكنه فشل، فأرسل في عام 485 هـ جيشاً ليُحاصر القلعة لكنه هُزم مُجدداً، فقرر السلطان السَلْجُوقي أن يَتجاهل هذه الحركة بالرغم من تحذيرات وزيره نظام الملك الكثيرة له. وعلى أي حال فلم يَملك ملك شاه وقتاً طويلاً لمقاومة هذه الحركة، لأنه توفي عام 485 هـ تاركاً دولة يَتنازعها أولاده فيما بينهم.

### الحرب مع البيزنطيين

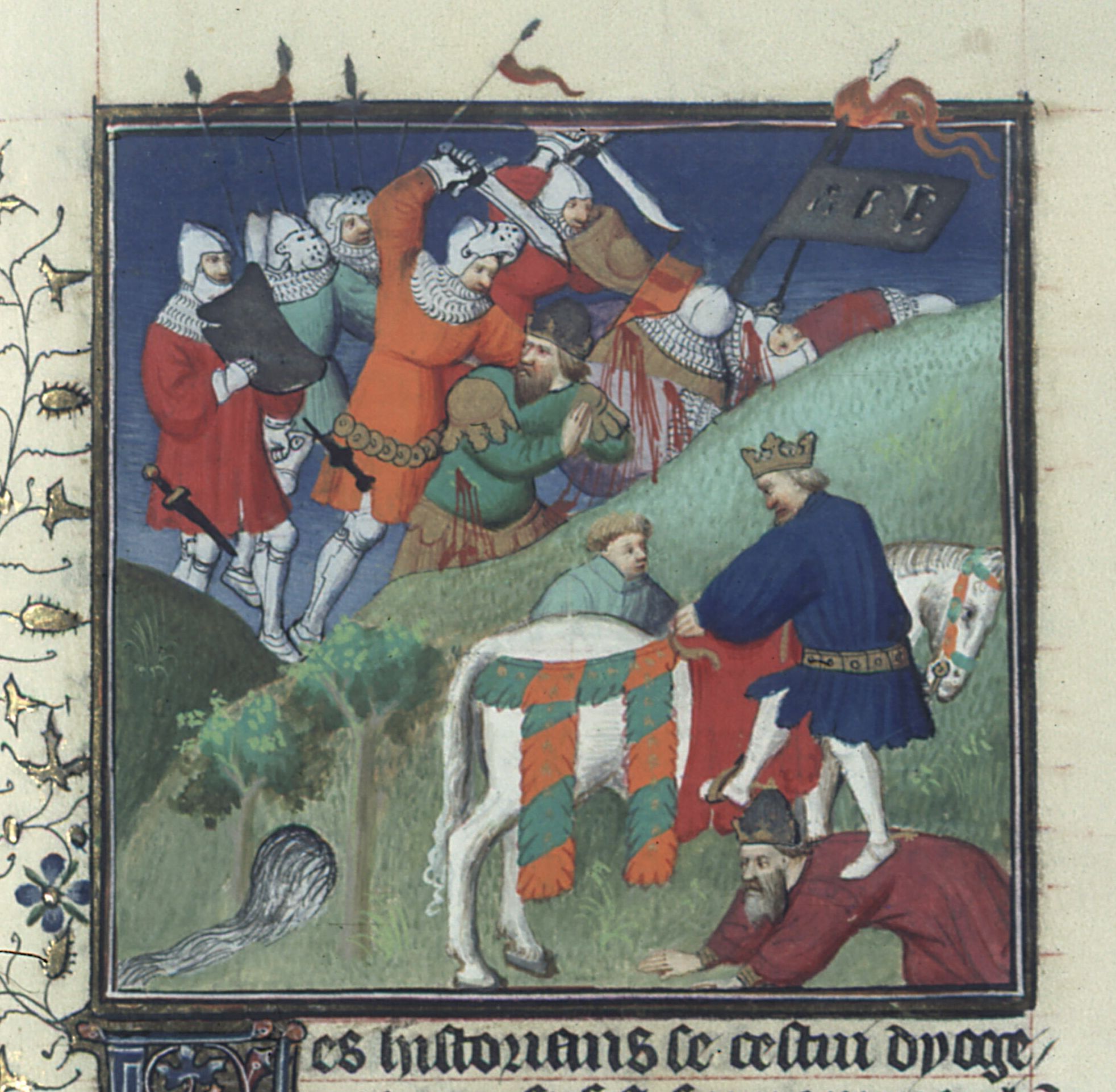
رسم يُظهر معركة ملاذكرد العظيمة بين السلاجقة والبيزنطيين في عام 463 هـ.

كان مسير طغرل بك إلى أذربيجان عام 446 هـ من أولى غزوات السلاجقة في بلاد البيزنطيين. عندما وصل طغرل إلى مدينة تبريز أطاعه حاكمها وخطب له وقدم له الهدايا، فتركه حاكماً لها وتابع سيره إلى أرمينيا، فوصل إلى ملاذكر فحاصرها ونهب ما حولها، لكنها كانت مدينة حصينة فطال حصارها حتى حل الشتاء، فعاد إلى الري وكان يُريد متابعة الحصار بعد انتهاء الشتاء، لكنه اضطر عام 447 هـ للعودة إلى العراق وفتح بغداد فلم يُتابع غزوته، ويُقال أن طغرلاً نهب وقتل مقداراً عظيماً من الروم خلال غزوته هذه.
في عام 449 هـ نهب السلاجقة ملطية وهزموا قربها القائد البيزنطي «فيلاريتوس»، بينما غزا جيش آخر لهم مدينة قونية والإمبراطور البيزنطي عاجز عن ردعهم. وقد قام ألب أرسلان أيضاً بحملة على أذربيجان وأرمينيا سنة 456 هـ. لكن في عام 462 هـ سار الإمبراطور البيزنطي رومانوس الرابع ديوجين جنوباً إلى الشام بعد أن أدرك بتهديد السلاجقة لإمبراطوريته، فاستولى على مدينة مَنْبج ونهبها وقتل الكثير من سكانها، وهزم صالح بن مرداس وجيوش العرب التي معه. ثم أقام في «أرتح» شرق أنطاكية، لكن اضطر بعد ذلك بسبب الجوع وقلة الغذاء المتوفر للجيش إلى أن يَعود إلى أرمينيا في بلاده.
لم يَكتفي الإمبراطور البيزنطي - رومانوس الرابع - بحملته السابقة التي اضطر لإيقافها قبل أن يَنتهي من غزوه، ولذا فقد سار عام 463 هـ مع جمع عظيم من الروم البيزنطيين والفرنج والروس والكرج يُقال أن عددهم وصل إلى مئتي ألف، فوصل إلى منطقة قرب مدينة ملاذكر. وفي هذه الأثناء كان السلطان السَلْجُوقي ألب أرسلان يُقيم في أذربيجان، ووصل إليه نبأ الجيش البيزنطي الضخم الذي يَتوجه إلى دولته، فحاول جمع عدد من الجنود بسرعة لكنه لم يَستطع، فسار على عجلة من أمره مع ما يَملك من عساكر (والذين بلغ عددهم 15 ألفاً) باتجاه ملاذكر وأرسل زوجته مع وزيره نظام الملك إلى همذان. وعندما اقترب ألب أرسلان من موقع المعركة أرسل فرقة من الجنود تتقدم الجيش، فالتقت مع فرقة مقدمة جيش البيزنطيين التي بلغ عدد جنودها 10 آلاف، فتقاتلتا وانتصرت فرقة السلاجقة. وعندما التقى الجيشان أرسل أرسلان إلى ملك البيزنطيين يَطلب منه المهادنة، لكنه رد بأنه «لا مهادنة إلا بالري»، فانتظر السلطان حتى جاء يوم الجمعة عندما يَدعو الخطباء بالنصر على المنابر وبدأ القتال. واستطاع السلاجقة محاصرة جيش البيزنطيين وهزمهم، وكانت من أعظم المعارك في تاريخ دولة السلاجقة، وقد سُميت بمعركة ملاذكرد. وأدى هذا النصر إلى اكتساح السلاجقة لمعظم باقي الأناضول، وإلى هزيمة البيزنطيين وعجزهم عن مقاومة المد السَلْجُوقي بعد ذلك، وقد ترتب عليه صلح وضعه ألب أرسلان تتوقف الحرب بموجبه لخمسين عاماً ويُطلق جميع أسرى المسلمين في بلاد الروم ويَمد البيزنطيون جيوش السلاجقة بالجنود متى احتاجوا ذلك. وبعد هذه المعركة اجتاح السلاجقة تركيا حتى قاربوا حدود القسطنطينية، فارتعد الإمبراطور البيزنطي وطلب العون من البابا المسيحي، ولاحقاً قام هذا الإمبراطور بدعم الحملة الصليبية الأولى لحماية إمبراطوريته. وربما كانت أهم نتائج تلك المعركة استقرار السلاجقة في أرض الأناضول وتأسيسهم لسلطنة سلاجقة الروم.

### الحروب الصليبية

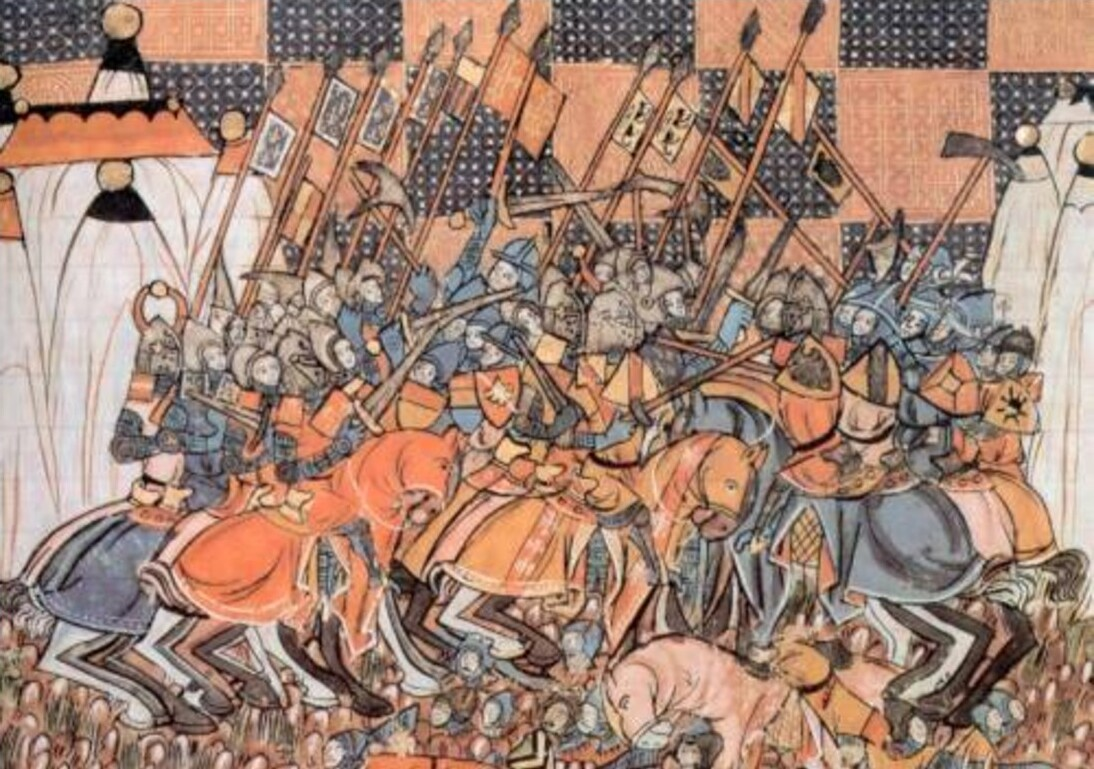
معركة دوريليوم التي حسمت الصراع السَلْجُوقي-الصليبي في الأناضول وتساقطت بعدها المدن السَلْجُوقية في أيدي الصليبيين.

في عام 490 هـ (1097 م) اجتمعت أربع جيوش أوروبية في الأناضول بهدف غزو الشرق الأدنى وأخذه من المسلمين، وقد دعمهم الإمبراطور البيزنطي بالمؤن والمساعدات وبعض المدد العسكري حتى لكي يَطردوا السلاجقة من المنطقة، وأجبر ثلاثة من قادة الجيوش الأربعة على حلف اليمين له بأن يُعطوه جميع الأراضي التي يَستعيدونها من السلاجقة لأنها كانت تابعة له في السابق. بعد ذلك سارت الجيوش التي قُدر عدد جندها بزهاء 300 ألف جنوباً وحاصرت مدينة نيقية (عاصمة سلاجقة الروم وأهم مدنهم)، فاستنجد أهلها بالسلطان السَلْجُوقي قلج أرسلان الذي كان يُحاصر ملطية، فتركها وسار بسرعة لإنقاذ المدينة، لكنه اصطدم بجيش صليبي متأخر عن بقية الجيوش أثناء طريقه واقتتلا في معركة شديدة، ووصل المدد إلى الصليبيين من الجيوش التي كانت تحاصر نيقية فانهزم السلاجقة وانسحبوا. اضطر قلج أرسلان للاستسلام لمصير نيقية بعد هذه المعركة، فتركها وسار بعيداً عنها، وسقطت في أيدي الصليبيين بعد مدة قصيرة، وقد توجه بعد ذلك إلى الدانشمنديين (دويلة أخرى انفصلت عن السلاجقة كانت في نزاع مع سلاجقة الروم) وعقد الصلح معهم مؤقتاً للتعاون على مقاومة الصليبيين الذين يُهددون كليهما، فاجتمعت قوى الأتراك في الأناضول وسارت معاً إلى سهول ضورليم لمقاومة الصليبيين وصدهم.
في البداية لم يَتقدم إلى السهول للقتال سوى جيش واحد من جيوش الصليبيين، ولذا فقد ظن المسلمون أنه هو كامل قوات الصليبيين الموجودة في المنطقة، فبدؤوا القتال وأملوا النصر واقتربوا منه، لكن فجأة ظهر جيشان صليبيان آخران (كانت قد وصلتهم أخبار المعركة في اليوم السابق) والتحما في المعركة فقلبا مجريات الأمور وانهزم المسلمون وخسروا المعركة، وهرب قلج أرسلان تاركاً وراءه الكثير من الغنائم للصلبيين، وبعد هذه المعركة توقف عن قتالهم المباشر واستمر بالانسحاب وإخلاء المدن في المنطقة، فاكتسحها الصليبيون بكل سهولة معيدين أراض ضخمة إلى الإمبراطورية البيزنطية، وكانت هذه الموقعة التي حسمت الصراع السَلْجُوقي-الصليبي في الأناضول هي معركة دوريليوم. سار الصليبيون بعد هذه المعركة باتجاه الشام (وهي الجزء الأهم من غزوتهم)، فاستغرقت رحلتهم أربعة شهور عبر الأناضول ثم قرب الشام، عانوا خلالها من الحرارة والجوع وقلة المؤن، وعندما وصلوا أخيراً إلى أرض الشام غزوا مدينة قونية وملكوها (والتي كان السلاجقة قد جعلوها عاصمتهم الجديدة بعد سقوط نيقية) ثم هرقلة ثم اتجهوا إلى أنطاكية التي أصبحت هدفهم الجديد، وملكوا في طريقهم قيصرية وطرسوس وأضنة (بمساعدة من الأرمن المسيحيين في هذه المدن الذين رحبوا بقدوم الصليبيين) وهزموا عدة جيوش صغيرة للسلاجقة، واجتاحوا الرها أيضاً وأسسوا فيها إمارتهم الأولى، وقد هاجم قائد صليبي أثناء المسيرة مدينة سميساط وطرد منها الحامية التركية بمساعدة سكانها الأرمن، لكن سرعان ما عادت الحامية وباغتتهم فقتلت من الأرمن زهاء الألف رجل وبعض فرسان الصليبيين، ومع هذا فقد استعادوا المدينة لاحقاً وطرد منها الأتراك وقتل قائدهم. وفي الأثناء التي دارت فيها هذه المناوشات بين فرق من الجيش الصليبي، كان الجيش الصليبي قد وصل أنطاكية بعد مسيرة أربعة شهور، فحاصرها لكنها كانت منيعة وذات أسوار عالية فطال حصارها وصمدت، مما تسبب بانخفاض معنويات الصليبيين وحماسهم، لكن القساوسة المسيحيين نجحوا برفع معنويات الجنود من جديد، ومع استمرار إمدادات الصليبيين ومؤنهم فقد أطالوا الحصار وأنهكوا المدينة، وفي النهاية استطاعوا اقتحامها عام 491 هـ ونهبوها وخربوها وقتلوا الكثير من أهلها، وبذلك سقطت أنطاكية (إحدى أقوى مدن المشرق) في أيدي الصليبيين. ولاحقاً حاول المسلمون حصار أنطاكية واستعادتها لكنهم فشلوا، وسرعان ما سقطت القدس أيضاً، فأسس الصليبيون بهذا ثلاث إمارات ومملكة واحدة في الشرق الأدنى (علاوة على اجتياحاتهم الضخمة في الأناضول)، وهي: إمارة الرها وأنطاكية وطرابلس إضافة إلى مملكة بيت المقدس.
بعد تأسيس الصليبيين لدويلاتهم الأربع، حشد «كمشتكين بن دانشمند» (الحاكم الداشمندي) بمعونة أمير سلاجقة الروم جيشاً جديداً لملاقاة الصليبيين وسار به إلى أمير أنطاكية المدعو «بوهيموند» الذي كان يَغزو أحد الحصون، وعندما علم بوهيموند بالأمر عاد بسرعة إلى أنطاكية وجمع جيشاً ضخم لقتال الأتراك، وسار به إليهم فاقتتلا في معركة شديدة عام 493 هـ هُزم فيها الصليبيون واستطاع الأتراك أسر الأمير الأنطاكي بوهيموند وقتل الكثير من جنوده. وبعد بضعة شهور من ذلك انطلقت الحملة الصليبية لعام 1101، وكانت هي الأخرى مؤلفة من أربعة جيوش تحركت في ثلاثة أقسام، كان أحدها يَضم جيشين من الجيوش الأربع والذين يَتألفان بشكل أساسي من اللومبارديين، وقد أصرّ جنود هذا الجيش على السير شرقاً لتحرير بوهيموند من الأتراك قبل متابعة السير إلى الجنوب، ومع أن القسم الآخر من الجيش حاول إقناع اللومبارديين بعدم فعل ذلك إلا أنهم أصرّوا وكادوا يُعلنون العصيان فسار الجيش إلى الشرق حتى وصل أنقرة وملكها، فأسرع الأتراك من سلاجقة ودانشمنديين بالاتحاد معاً والسير إلى الصليبيين، ودخلوا معهم في عدد من المناوشات بغيت إرهاقهم واستنزاف قواهم، ثم راسلوا أمير حلب («رضوان السَلْجُوقي») الذي كانوا في خلاف معه سابقاً واستدعوه فأتاهم مع جيشه بسرعة قاطعاً مئات الكيلومترات. والتحم الجيشان قرب أماسيا عام 494 هـ واستمرت المعركة لمدة يوم استطاع فيه الأتراك أن يَهزموا الصليبيين وأن يَقتلوا الآلاف منهم، فلم يَنجو منهم في النهاية إلا 3 آلاف جندي لاذوا بالفرار إلى القسطنطينية، ويُقال أن حوالي 30 ألفاً منهم قتلوا في المعركة، مما أدى إلى إبادة جيشين من الجيوش الصليبية الأربع بالكامل تقريباً. وبعد أن تحمس الأتراك من نصرهم هذا ساروا إلى منطقة بين نيقية وهرقلة حيث كان القسم الثاني من جيش الصليبيين، فحاصروه وهزموه وقتلوا معظمه بينما هرب القائد بالكاد مع بعض الفرسان إلى أنطاكية، وبعد هذا ساروا إلى آخر أقسام الجيوش الصليبية والذي كان قد عبر القسطنطينية قبل مدة ليست بالطويلة، فحاصروه هو الآخر وأبادوه قاضيين بهذا على كافة جيوش تلك الحملة الصليبية، وربما كان هذا أعظم نصر للسلاجقة والأتراك في الحروب الصليبية.
لم يَتوقف السلاجقة عند ذلك، فما إن استتب السلام في الإمبراطورية السَلْجُوقية وانتهت النزاعات الداخلية فيها، اتجه محمد بن بركيارق إلى الجهاد، فوجه الأوامر إلى مودود أمير الموصل وسقمان أمير أرمينيا بالسير بحملة عسكرية كبيرة إلى الصليبيين مباشرة بعد سقوط طرابلس، فاتجهت الحملة إلى الرها وحاصرتها، لكن سرعان ما جاء المدد من بقية الدويلات الصليبية فرفعوا الحصار واتجهوا إلى حران، ثم التقوا لاحقاً مع المدد الصليبي قرب نهر الفرات وهزموا قوات الصليبيين وظفروا بهم، وبعد ذلك عادت قوات السلاجقة إلى أراضي الدولة دون غزو الرها، فعادت قوات الصليبيين أيضاً إلى دويلاتها. لكن بعد مدة قرر الصليبيون أن يَغزو العراق من أجل الوصول إلى بغداد، فبدؤوا بتوسيع أراضيهم بحصار حصن حران، فهب أمير الموصل ومعه سقمان مُجدداً واشتبكا مع الصليبيين في معركة وهزموهم، وبعد ذلك أعادوا حصار الرها لكنهم فشلوا وانسحبوا، وقد استطاعوا أيضاً استعادة بضعة مدن في أنطاكية. واستمرت الحروب طويلاً بعد ذلك بين السلاجقة والصليبيين، ومع أن السلاجقة أفلحوا باستعادة العديد من المدن وبمنع استيلاء الصليبيين على العديد غيرها، لكنهم لم يَستطيعوا إسقاط أي من الدويلات الأربع التي أسسها الأوربيون في المشرق.

### الانحطاط والسقوط
انتهى عهد قوة الدولة السَلْجُوقية ونفوذها الواسع بموت السلطان ملك شاه عام 485 هـ، والذي كان ثالث سلاطين السلاجقة، ومع أن دولتهم عاشت لأكثر من قرن بعد ذلك إلا أنها كانت متفككة وضعيفة، فسرعان ما بدأت الدولة تنقسم وتتفكك إلى دويلات عدة، فظهرت دول شبه مستقلة عنهم هي بشكل رئيسي سلاجقة العراق والروم والشام وكرمان وخراسان وهم فروع من البيت السَلْجُوقي أسست لها دولاً خاصة في المناطق التي كانت تحكمها، وهذا أدى إلى ضعف الدولة وانكسار شوكتها، فضلاً عن النزاع الذي نشب بين هذه الدول بهدف توسيع النفوذ، فأضعف الدولة أكثر وشغلها عن مقاومة الغزو الخارجي. بدأت النزاعات الداخلية في دولة السلاجقة عند وفاة ملك شاه، فخلف ولدين هما بركيارق وأخ أصغر اسمه محمد، وكان الأول في الثالثة عشرة والثاني في الرابعة، لكن أم محمد راسلت الخليفة العباسي وأجبرته على الاعتراف بابنها وإقامة الخطبة له فنصب سلطاناً في عام 485 هـ، وعين أمير لإدارة شؤون الدولة بدلاً من السلطان الصغير، بينما زج الأخ الأكبر بركيارق في السجن. لكن بسبب تأييد نظام الملك قبل موته في نفس العام لبركيارق فقد كان له الكثير من الأنصار الذين حرروه من السجن ونصبوه حاكماً لأصفهان، وبعد ذلك حشد كل من بركيارق ووالدة محمد جيشاً والتقيا عام 486 هـ فانتصر بركيارق واعترف به الخليفة العباسي سلطاناً للسلاجقة عام 487 هـ.
ومع أن الحكم استتب لبركيارق في النهاية، إلى أن الدولة السَلْجُوقية بدأت بالتفكك خلال هذا العهد، فاستقل «قتلمش بن إسرائيل بن أرسلان» بالأناضول منذ عام 470 هـ مؤسساً سلطنة سلاجقة الروم، ولاحقاً في عام 487 هـ استقل «تتش بن ألب أرسلان» بالشام ثم «مغيث الدين محمود» بالعراق عام 511 هـ، وهذا مع أن السيطرة العامة على الدولة السَلْجُوقية وعلى الجزء الأكبر منها بقي في أيدي سلاطين خراسان، الذين استمروا حتى عام 552 هـ، فقد حكم السلطان السَلْجُوقي «سنجر» منذ عام 511 وحتى 552 وقد نجح بإعادة هيبة الدولة وقوة السلاجقة وبتوحيد بلادهم من جديد، لكن هذا لم يَمنع انحطاط الدولة وضعفها بسرعة بعد موته. في الأيام الأخيرة لسنجر، استعان الخليفة العباسي بخوارزم شاه للتخلص من السلاجقة، ووعده بإعطائه كافة أراضيهم إن خلصه منهم، فاكتسح الخوارزميون خراسان والمشرق، وكانت هذه نهاية نفوذ سلاجقة خراسان وكرمان والعراق، وكان حكم سلاجقة الشام قد زال قبل ذلك بمدة طويلة، أما سلاجقة الروم فقد استمروا حتى القرن الثامن الهجري ثم اكتسحهم المغول، وهكذا انتهى عصر الدولة السَلْجُوقية التي كانت إحدى أقوى دول المشرق في التاريخ.

## النظام العسكري

### تقسيمات ورتب الجيش
كانت توجد ثلاثة رتب رئيسية في الجيش السَلْجُوقي، أعلاها هي رتبة «الأمير الحاجب الكبير» الذي يَقوم بإدارة الجيوش وتوجيهها وقيادتها، وهو أكثر رجال الدولة نفوذاً تقريباً بعد السلطان، ويَجب أن يَكون الحاجب كبيراً في العمر بحيث لا يَقل عمره عن 35 أو 40 عاماً من أجل أن يَملك خبرة كافية في الإدارة والتنظيم وغيره، ويتولى الحاجب العديد من المهام مثل تحديد الأماكن المناسبة لوقوف الجيش وتزويده بالمؤن وترتيب صفوفه للقتال. يَلي الحاجب «القائد العام» أو «الأسفهسلار»، وهو الذي يُشكل أداة الاتصال بين الحاجب والمقدمين (قادة الفرق)، كما أنه القائد الأكبر والأهم للجيش، ويُمكنه إدارة الجيش وتولي تنظيمه في حيال غياب الحاجب، وقد كانت هذه الرتبة موجودة في الأنظمة العسكرية منذ عهد الغزنويين. أما الرتبة القيادية الأقل في الجيش فهي «المقدم»، وهو الذي يَتوالى قيادة الفرق العسكرية، ويُمكن أن يَكون المقدم «أمير حرس» (من يَتولى تنفيذ العقوبات وضبط النظام في الجيش، ويُسمى في هذه الحالة «جندر») أو قائد قلعة (ويُسمى في هذه الحالة «دزدار»). وكانت هناك أيضاً رتب أخرى تتعلق بضبط الجيش والحفاظ على نظامه، مثل «قاضي العسكر» (من يَحكم بين العساكر ويُعاقبهم على أخطائهم) و«أمير السلاح» (حارس مخازن الأسلحة) وغيرها.

### تنظيم الجيش
كان الجيش السَلْجُوقي يُنظم بشكل رئيسي بـ«ديوان عرض الجيش»، والذي يَتضمن أسماء الجند ورواتبهم وكافة أحوالهم، وكان يَتولى شخص إدارة هذا الديوان يُسمى عادة بالعارض، هو الذي يَقوم بتنظيمه وتدوين الأسماء وغيره، وكان ديوان الجيش أساسياً جداً للمحافظة على النظام العسكري وإدارة جيوش الدولة. اهتم السلاجقة بإعطاء الجند أرزاقهم والتعجيل بها حرصاً على الحفاظ على رضاهم ومن ثم على استقرار الجيش، وقد كان الجنود يُعطون المال نقداً في الأيام الأولى للدولة السَلْجُوقية، لكن لاحقاً استغنى السلطان ملك شاه عن المال وأصبح يُقطع لهم الإقطاعات بدلاً من ذلك، وفي كلا الحالتين كان ديوان عرض الجيش هو المسؤول عن تنظيم توزيع الرواتب. كما أن توفير المؤن كان جزءاً هاماً من مهام الديوان، وقد كان يَقوم بعض القواد بشراء مؤن لجيوشهم بأنفسهم في بداية العهد السَلْجُوقي، لكن لاحقاً ولكي لا يَظلم الجنود سكان الدولة ويَأخذوا منهم المؤن غصباً فقد قام نظام الملك بتوزيع مؤن مخصّصة للعسكر على مختلف مناطق ومدن الدولة السَلْجُوقية لكي تتزود بها الجيوش متى احتاجت، وساعد هذا في حل مشكلات المؤن وأتاح للديوان إدارة توزيعها بسهولة. أشرف الديوان على تسليح الجيش أيضاً، ويُقال أن الجيش كان يَتضمن - منذ عهد طغرل بك - نجارين وغيرهم لصنع ما يَحتاجه العساكر من أسلحة، وكان يَتم تزويدهم بالسلاح والعتاد حتى أثناء المعارك والقتال، وكانت توجد مخازن مخصصة لاحتواء أسلحة الجند يَحرسها «أمير السلاح» أو «سلاح دار».

### قوات الجيش
تألف الجيش السَلْجُوقي من أعراق متعددة، فقد كان يَتضمن أتراكاً وأكراداً وعرباً وفرساً وديالمة وأرمناً، كما أن قواته كانت تتألف من مشاة وفرسان ورماة، فيَتقدم المشاة الجيش وخلفهم الفرسان الذين كانوا يَتميزون بمهارتهم في إطلاق السهام أثناء عدو خيولهم. كانت تنقسم قوات الجيش السَلْجُوقي إلى عدة أقسام، منها «الجيش النظامي»، وهو القوّات التي تعمل بشكل دائم في خدمة الدولة، وتتألف من العبيد الذين أسروا في المعارك أو أهداهم بعض الملوك للسلاجقة. كانت قبائل الأتراك من العناصر الهامة أيضاً، وكثيراً ما كان سلاطين السلاجقة يُضطرون لدفع المال لهذه القبائل تجنباً للحروب معها، ومع هذا فقد كانت هامة جداً في تأسيس الدولة السَلْجُوقية واستمراريتها، كما أنه كانت تلتحق بجيوش السلاجقة عند نشوب الحروب القوات الخاصة بالولايات، حيث أن لكل حاكم ولاية قوات خاصة له يَستخدمها للدفاع عن منطقته. يُمكن أيضاً أن تلتحق بالجيوش فرق من المدن المجاورة التي يَمر العسكر قربها، أو متطوعون يَودون المشاركة في الجهاد، وهؤلاء لم يُدونوا ضمن ديوان عرض الجيش السَلْجُوقي. تضمن جيش الدولة قسم الطلائع، وهم فرق من الجند يَتقدمون الجيش لكي يَستطلعوا مناطق وُجود العدو وطبيعتها وكافة المعلومات الأخرى عن مناطق المعارك، ووظيفتهم لا تتضمن الدخول في القتال عادة. وتوجد فرق أخرى تتقدم الجيش تسمى «تشكيلات المنزل»، وظيفتها اختيار المواقع المناسبة لإقامة الجيش وتجهيزها وتهيأتها بكل ما يَلزم لذلك من طعام وغيره.

### الأسلحة والتحصينات الحربية

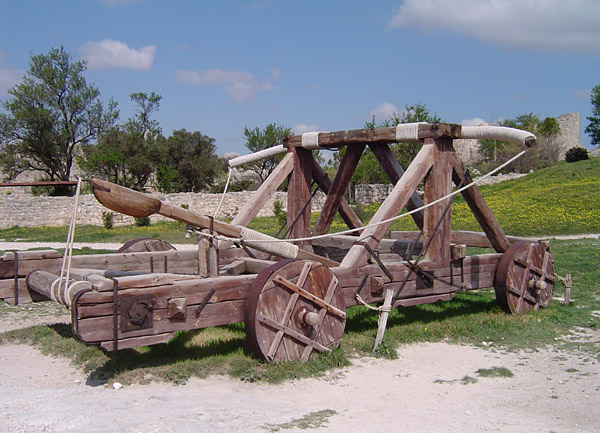
صورة لمنجنيق.

استخدم الجنود السلاجقة أسلحة القتال العادية مثل السيف والرمح والقوس والمقلاع، وكان القوس والسهم من أهم أسلحتهم، فقد اشتهروا بمهارتهم في رمي السهام خاصة من فوق ظهور الخيل، فقد كان الرماة الخيالة يُطلقون السهام أثناء عدو خيولهم دون التأثير على دقة إصابتهم، ويُقال أنه كان يَقذف الرماة السَلْجُوقيون 10 آلاف سهم في المعركة دفعة واحدة. وكانوا يَرتدون دروعاً واقية للحماية مع خوذ تسمى بـ«البيضة» وتروس في أيديهم لصد ضربات العدو. واستخدموا أيضاً كافة أدوات الحصار الثقيلة، بما في ذلك المنجنيقات والأبراج الخشبية (التي يَقتحمون بها أسوار العدو) ورأس الكبش (الذي يُحطمون به بوابات الحصون) وسلالم الحصار، وحصنوا المدن والقلاع ببناء الأسوار المرتفعة وحفر الخنادق العميقة لإعاقة تقدم العدو.

## الدولة والحضارة

### دعم العلم والعلماء

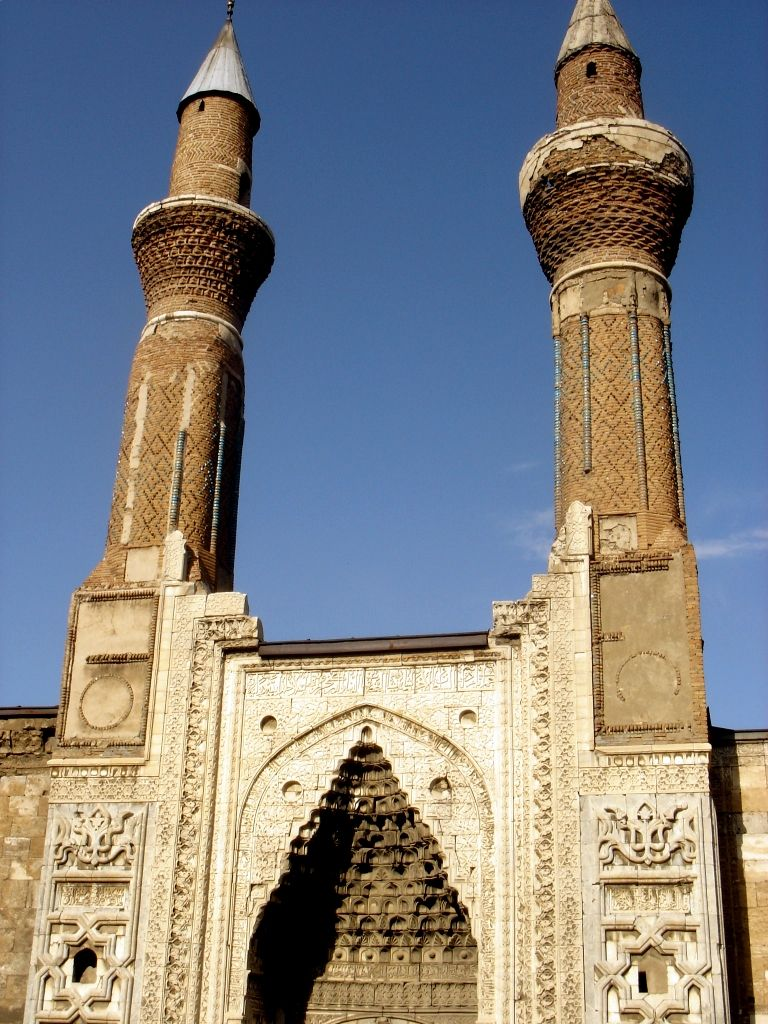
مدرسة أنشأها السلاجقة بمدينة سيواس الأناضولية

كان يُوجد اهتمام كبير بالعلم والعلماء خلال فترة ازدهار الدولة السَلْجُوقية في عهدي ألب أرسلان والسلطان ملك شاه، حيث كان الوزير نظام الملك يَعمل في الدولة خلال حكمهما والذي قام بجهود كبيرة لدعم العلم والأدب. أعطى نظام الملك رواتب منتظمة للعلماء في جميع أنحاء الدولة لتشجيعهم على عملهم، وقد بلغ عدد من يَصرف لهم المال 12,000 عالم وأديب، كما اهتم بمجالسة أهل العلم فكانت مجالسه تعج بهم. واهتم أيضاً بإنشاء المدارس النظامية، فأسس العديد منها خلال عهد ألب أرسلان في أنحاء العراق وفارس من بغداد والبصرة إلى نيسابور وهراة، وأسس المكتبات أيضاً وملأها بكتب من مختلف مجالات العلم. حتى أن ابن الجوزي قال عنه أنه «كانت سوق العلم في أيامه قائمة والعلماء في عهده مرفوعي الهامة».

### الحياة المدنية
كان السلاجقة في البداية قبائل تعيش في وسط آسيا، ومع أنهم لم يَكونوا بدواً أميين في تلك الأيام إلا أنهم سعوا إلى الاستقرار في مكان ما والعيش فيه قبل أن يُهاجروا إلى غرب آسيا. في تلك الفترة، عاش السلاجقة في قرى وبلدات بسيطة، باستثناء المناطق التي فرضت عليهم فيها الظروف الطبيعية أن يَعيشوا الحياة البدوية. ثم انتقلوا لاحقاً للعيش في المدن بعد أن وصلوا إلى الشرق الأوسط وأصبحوا حكام أكبر دولة، وهذا غيّر كلياً أسلوب حياتهم حيث تركوا عمل الحقول والزراعة وانتقلوا إلى الحياة المدنية.
كانت تنتشر في الأناضول خلال العهد السَلْجُوقي مدن صغيرة تسمى «الهان»، والتي كانت تحاول تقديم جميع الخدمات للمسافرين المارين بها. فهناك كان التجار يأكلون ويَستحمون ويُنظمون سلعهم ويُصلحون عرباتهم ويَعتنون بحيواناتهم (وربما كان عدد الحيوانات في الهان يُقارب ضعف عدد البشر). الباحثون ليسوا متأكدين بعد من الطريقة التي كانت تنظم بها بلدات الهان لكي تلائم كلا الحيوانات والبشر، لكن يَعتقد البعض بأنهم كانوا يُفصلون عن بعضهم حيث تمكث الحيوانات في الفناء بينما يَجلس المسافرون في حجيرات مجاورة.
ارتدى الرجال السلاجقة سراويلاً وقمصاناً قماشية، ومعها سترات مُميزة في خياطتها تسمى «اليالما». وكانت القبعات جزءاً هاماً من زيهم، حيث ارتدوا قبعات بسيطة على شكل قبة مع بعض الزخرفات البسيطة عليها، وتسمى قباعتهم الشعبية بـ«البويرك»، وكانوا يَرتدون قبعات بويرك قماشية في الصيف بينما استبدلوها بأخرى من الفرو في الشتاء. وارتدى السلاجقة الأحزمة أيضاً، والتي كانوا يُعلقون عليها قوساً وجعبة سهام وفي بعض الأحيان سيفاً أيضاً، ومن ثم فإنها هامة للجنود. كما كانوا يَرتدون أحذية جلدية عالية تصل إلى الركبة، والتي كانت شائعة جداً في المنطقة وتصنع باللونين الأسود والبني عادة.
كانت العائلة السَلْجُوقية تتألف من امرأة ورجل وأطفال، ومعهم أحياناً بعض الأقارب يُقيمون في نفس المنزل. ومع أن المرأة كانت تكدح في الحقول في المجتمع القروي، إلا أن النساء المدنيات كُن يُحبسن في بيوتهن بغض النظر عن مكانتهم الاجتماعية. واعتماداً على الحالة الاقتصادية للأسرة كانت ربة البيت إما تقضي يومها في أعمال المنزل الروتينية أو بالإشراف على الخدم الذين يُخيطون ويَحبكون ويَعزفون الموسيقى ويَعتنون بطفلها ويَقومون بكافة أعمال المنزل الأخرى. لكن وجود المرأة خارج المنزل كان محدوداً جداً، حيث لم تكن تستطيع مغادرته إلا في المناسبات الخاصة مثل الأعراس والاحتفالات. كما أن الشباب من السلاجقة لم يَستطيعوا رؤية زوجاتهم قبل الزواج أو اختيارهم حتى، بل كانت أم العريس هي من تقوم بهذا، بحيث يَتم الأمر بين الآباء فقط.
لكن مع هذا فقد كان من الشائع عمل النساء في العهد السَلْجُوقي في مهنة الطب، بل إنهم كانوا عنصراً هاماً لهذا السبب في الجيش وكان دورهم أساسياً وجوهرياً في علاج الجنود الجرحى والمصابين.

### الفن والثقافة

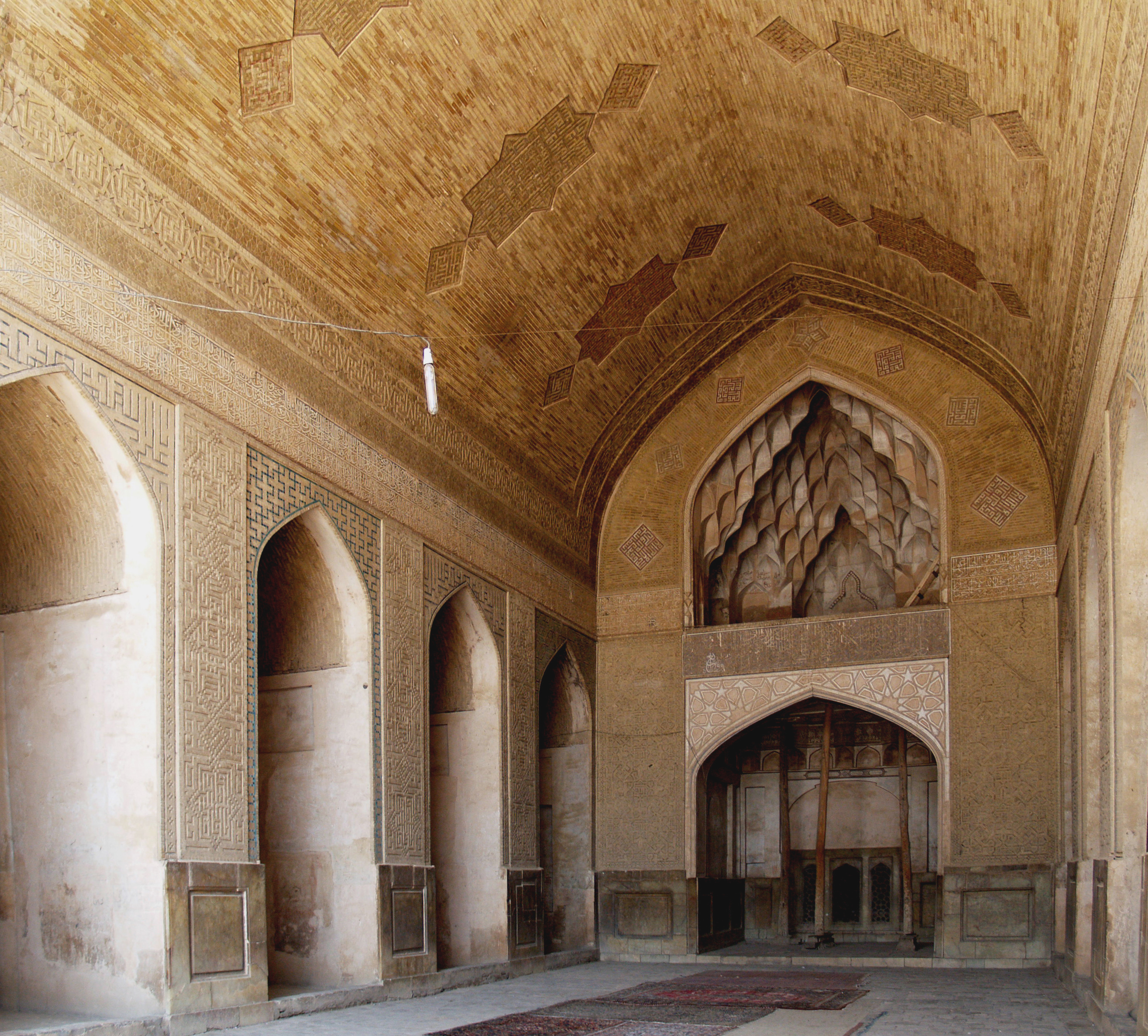
صورة لجامع أصفهان تظهر فن العمارة السَلْجُوقية.

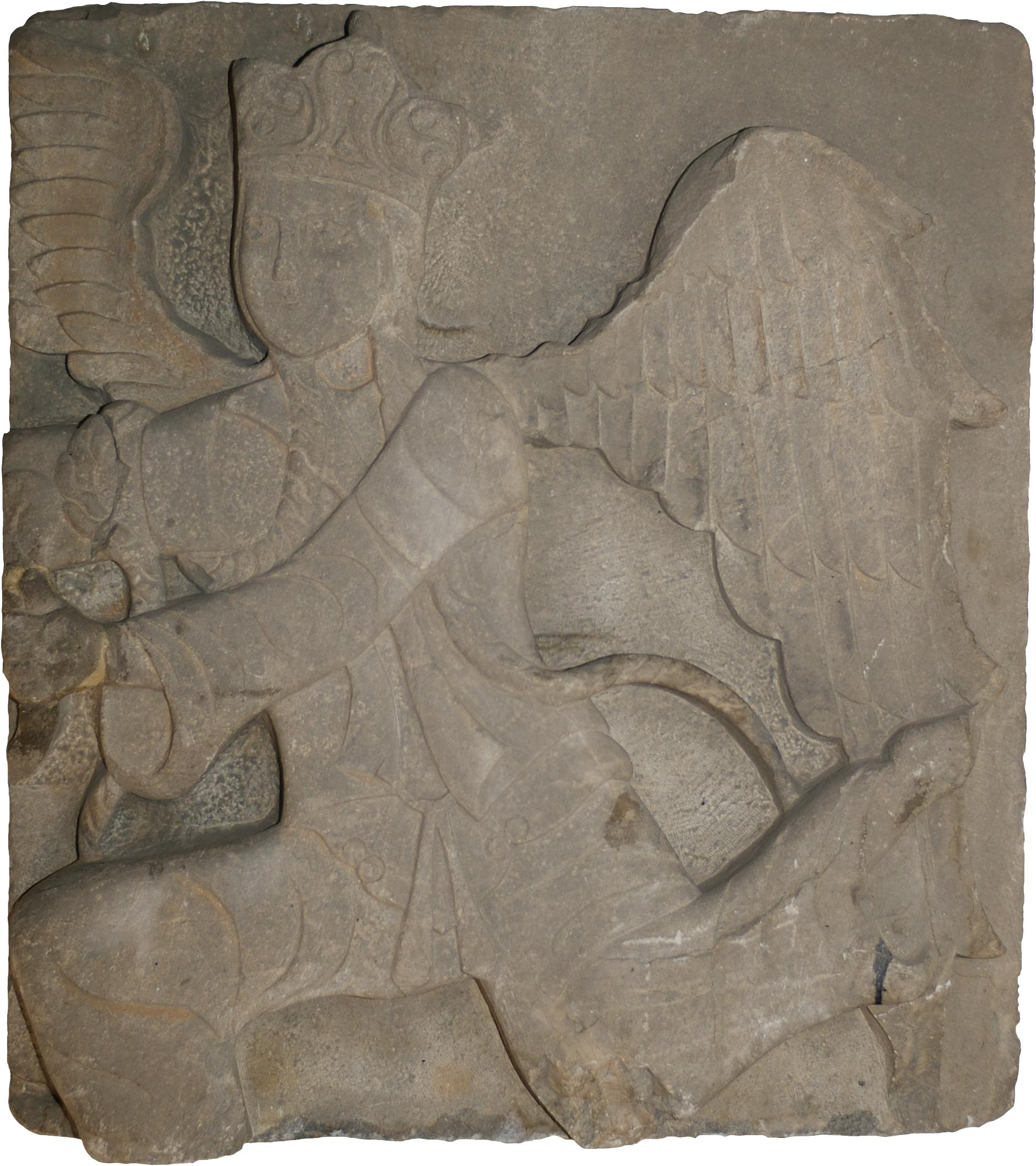
منحوتة قديمة تعود إلى العهد السَلْجُوقي.

بسبب التنقل الطويل للأتراك الذي انتهى بوصولهم إلى أرض الأناضول بعد أن كانوا قبائل في وسط آسيا، فقد اختلطت ثقافتهم وفنونهم وعقيدتهم مع ثقافات الشعوب الأخرى التي قابلوها أثناء هجرتهم، مما يَجعل نشأة فنونهم وحضارتهم مبهمة وغير واضحة. لكن في عام 985 م حدث تحول في عقيدة السلاجقة عندما غير رئيس الجيش السَلْجُوقي دينه إلى الإسلام، مما تسبب بتغير في فنونهم التي سادت عليها الثقافة الإسلامية، خصوصاً بعد تمدد السلاجقة إلى بغداد والجزيرة العربية حيث أصبحوا في قلب العالم الإسلامي وفي مركز ثقافته. تأثر الأتراك والسلاجقة خلال هذه الفترة بالفن والعمارة الإسلاميين، وقاموا أيضاً بأخذ بعض الأفكار من الفنانين الصينيين ومزجوها مع فنهم الإسلامي السائد، فتطورت فنونهم أكثر.
زَخرَف السلاجقة قصورهم برسوم منحوتة وبخطوط زخرفية متنوعة، وقد طور حرفيّوهم في الفنون الخزفية والأشغال المعدنية تقنيات صنع جديدة وزخرفوا أوانيهم الخزفية بنقوش متنوعة (من الملاحم العسكرية إلى دائرة البروج والتقاويم الفلكية)، وكانوا يَصنعون من الخزف أواني الأزهار والشرب والأباريق والسلطانيات وبألوان متنوعة. كانت صناعة القرميد منتشرة أيضاً في تلك الأوقات، بل إنه كان أكثر شيوعاً بكثير من الخزف، وعلاوة على ذلك فقد شهد عصر السلاجقة أول تقدم كبير في الفن الإسلامي لصناعة القرميد، وكان يُستخدم القرميد عندهم في زخرفة المساجد والمصليات ومآذنها صانعين به نقوشاً جميلة عليها. وقد أعطى ازدهار السلاجقة الأدبي فرصة لظهور كتب مدهشة وعالية الأهمية من الأعمال العلمية والأدبية، وما زالت هناك العديد من الآثار الباقية للأدب التركي السَلْجُوقي مثل بعض المعاجم اللغوية والحكايات الملحمية. يُمكن - في الفن السَلْجُوقي - ملاحظة ظهور الناس كمواضيع للوحات والأعمال الفنية، ويَعتقد الدارسون حالياً أن ما ولّد هذا التطور هو تغير فلسفتهم الإنسانية التي تتمثل في التساؤل حول دور الجنس البشري في الكون والرغبة في الحصول على المعرفة وتطوير نظام أخلاقي.
ظل الفن الذي ظهر ونشأ أثناء عهد السلاجقة سائداً في العراق وتركيا تحت حكم سلالة السلاجقة الروم الفرعية (1081 - 1307 م)، لكن بعد الغزو المغولي وسقوط السلاجقة ثم قيام العثمانيين شهد الأدب والفنون تغيرات كبيرة متلاحقة، ولم يَبقى الكثير من فن السلاجقة القديم، لكن مع هذا فقد أحيت القبائل الوافدة من وسط آسيا بعد غزو المغول الثقافة والتقاليد التركية في الأناضول حيث استطاع الفن الصمود لمدة أطول.

### الوزارة
كان يَتم تقليد الوزير السَلْجُوقي منصبه بإرسال الحاجب أولاً لاستدعاء من سيتولى المنصب، ثم يُقابل السلطان ويُعطى منصبه الجديد بعد مناقشة عن المهام الإدارية التي سيتولاها الوزير. وقد أعطيَ الوزراء السلاجقة الألقاب، بل إن العديد منهم حصلوا على عدة ألقاب، ومن ألقابهم «قوام الدين والدولة» و«ضياء الملك». عندما كان يَتولى شخص الوزارة في العهد السَلْجُوقي كان يُمنح منزلاً خاصاً به على الفور، وكان يَحصل على الحق بمرافقة السلطان السَلْجُوقي أثناء تنقله وزياراته للولايات المختلفة إضافة إلى الحق بدخول مجلسه، كما أن الوزير كان في الدولة السَلْجُوقية ثاني أكثر الأشخاص نفوذاً في الدولة بعد السلطان مباشرة، حتى أنه كان أعلى نفوذاً من الحاجب، فقد أعطي صلاحيات إدارية وسياسية كبيرة وكانت أمور الدولة بيده. من أشهر وزراء السلاجقة الوزير «عميد الملك الكُندري» في عهد طغرل بك و«نظام الملك» في عهدي ألب أرسلان وملك شاه.

### المدارس النظامية

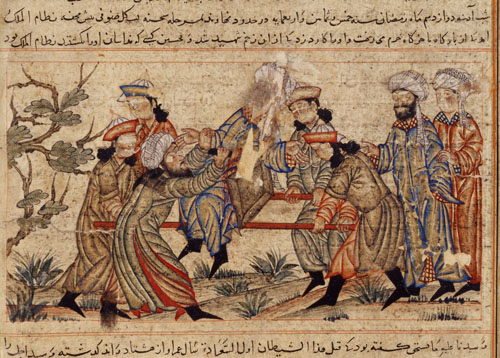
صورة لاغتيال الوزير نظام الملك، مؤسس المدارس النظامية، والذي كان أحد أشهر الوزراء في تاريخ السلاجقة وفي التاريخ الإسلامي كله.

تسمى بـ«المدارس النظامية» نسبة إلى أول من أسسها وهو الوزير السَلْجُوقي نظام الملك. جاءت فكرة تأسيس هذه المدارس بسبب انتشار المذهب الشيعي في المشرق خصوصاً خراسان والعراق وغيرها من أقاليم تلك البلاد، وقد كان نظام المُلك مهتماً بنشر المذهب السني والقضاء على الحركة الشيعية، واعتقد أن غزو بلادهم وانتزاع فارس من قبضة البويهيين لم يَكن كافياً لذلك. ولذا فقد قرر نظام الملك البدأ بإنشاء سلسلة من المدارس التي تعلم الدين حسب تعاليم مذهب السنة، وبشكل أكثر خصوصاً المذهب الشافعي بسبب كون نظام نفسه شافعياً، فبدأ بتأسيس أولى هذه المدارس في مدينة بغداد عام 457 هـ، وانتهى بناؤها في شهر ذي القعدة عام 459 هـ وحضرها جمع عظيم من سكان بغداد عند افتحاحها، وقد كلف بالتدريس بها أبو إسحاق الشيرازي. وقد كانت مواقع إنشاء أولى المدارس النظامية هي: بغداد وبلخ ونيسابور وهراة وأصفهان والبصرة والموصل ومرو وطبرستان. صرف نظام الملك مبالغ هائلة في المدارس، وحرص على أن توفر راحة كاملة للطلاب، فخصص سكناً للمدارس لكي يُقيم به طلابها، وأعطى كل واحد منهم أربعة أرطال من الخبز كل يوم لإعالته، وبنى في كل مدرسة مكتبة ضخمة تشبع اهتمامات الطلاب، وقيل إن تكاليف بعض هذه المدارس وصلت إلى 10 آلاف دينار، وعدد طلابها وصل إلى 300 طالب. وفضلاً عن هذا فقد اهتم نظام الملك بأن يَزور بنفسه هذه المدارس دورياً وأن يَتأكد من أن أمورها تجري جيداً، فقد زار مثلاً في عام 480 هـ مدرسة بغداد واطلع على أحوالها ودرس بها قليلاً. كان يُشترط لتعيين مدرس في مدرسة نظامية أن يَكون شافعياً، وكانت هناك عدة مناصب إدارية في هذه المدارس هي: المدارس (من يُلقي الدروس) والنائب (من يَنوب عن المدرس في الإلقاء إذا لم يَستطع ذاك الحضور) والمعيد (طالب يُعيد الدرس للطلاب الآخرين ويُساعدهم على فهمه إن تطلب الأمر). وعندما كان يُنهي الطلاب تعلمهم في المدارس كانوا يُقدمون طلباً للحصول على «الإجازة»، وهي وثيقة تشبه الشهادة تثبت أنهم درسوا وتعلموا في هذه المدارس، والتي تتيح لهم لاحقاً الالتحاق بوظائف مثل القضاء ولإفتاء والتدريس وغيرها.

## قائمة السلاطين
| #  | الاسم الملكي  | اللقب                          | الاسم  | فترة الحكم | المولد        | الوفاة             |
| -- | ------------- | ------------------------------ | ------ | ---------- | ------------- | ------------------ |
| 1  | طغرل بك       | رکن الدنیا والدین              | محمد   | 1063-1037  | 990           | 4 سبتمبر 1063      |
| 2  | ألب أرسلان    | ضياء الدين عضد الدولة          | محمد   | 1072-1063  | 20 يناير 1029 | 15 ديسمبر 1072     |
| 3  | ملك شاه       | معز الدین جلال الدولة          | حسن    | 1092-1072  | 1055          | 19 نوفمبر 1092     |
| 4  | محمود الأول   | ناصر الدنیا والدین             | محمود  | 1094-1092  | 1087 أو 1088  | 1094               |
| 5  | بركياروق      | رکن الدنیا والدین              | محمد   | 1105-1094  | 1079          | 1105               |
| 6  | ملكشاه الثاني | رکن الدنیا والدین جلال الدولة  | محمود  | 1105-1105  | 1099          | 1105               |
| 7  | محمد تبار     | غیاث الدنیا والدین             | محمد   | 1118-1105  | يناير 1082    | أبريل 1118         |
| 8  | محمود الثاني  | مغيث الدنیا والدین جلال الدولة | محمود  | 1131-1118  | 1105          | 1131               |
| 9  | سنجر          | معز الدنیا والدین عضد الدولة   | أحمد   | 1157-1118  | 1085          | 8 مايو 1157        |
| 10 | داود          | غیاث الدنیا والدین             | داود   | 1132-1131  | 1101          | 1143               |
| 11 | طغرل الثاني   | رکن الدنیا والدین              |        | 1134-1132  | 1109          | أكتوبر/نوفمبر 1134 |
| 12 | مسعود         | غیاث الدنیا والدین             | مسعود  | 1152-1134  | 1108          | 13 سبتمبر 1152     |
| 13 | ملكشاه الثالث | معين الدنیا والدین             |        | 1153-1152  | 1128          | 1160               |
| 14 | محمد الثاني   | رکن الدنیا والدین              | محمد   | 1159-1153  | 1128          | ديسمبر 1159        |
| 15 | سليمان شاه    | غیاث الدنیا والدین             | سليمان | 1161-1159  | 1118          | 1161               |
| 16 | أرسلان شاه    | معز الدنیا والدین              | أرسلان | 1176-1161  | 1133          | 1176               |
| 17 | طغرل الثالث   | رکن الدنیا والدین              |        | 1191-1176  | 1169          | 19 مارس 1194       |
| 18 | قزل أرسلان    | مظفر الدنیا والدین             | قزل    | 1191-      |               | 1191               |
| 19 | طغرل الثالث   | رکن الدنیا والدین              |        | 1194-1192  | 1169          | 19 مارس 1194       |

### سلاجقة خراسان(1040 م – 1118 م)

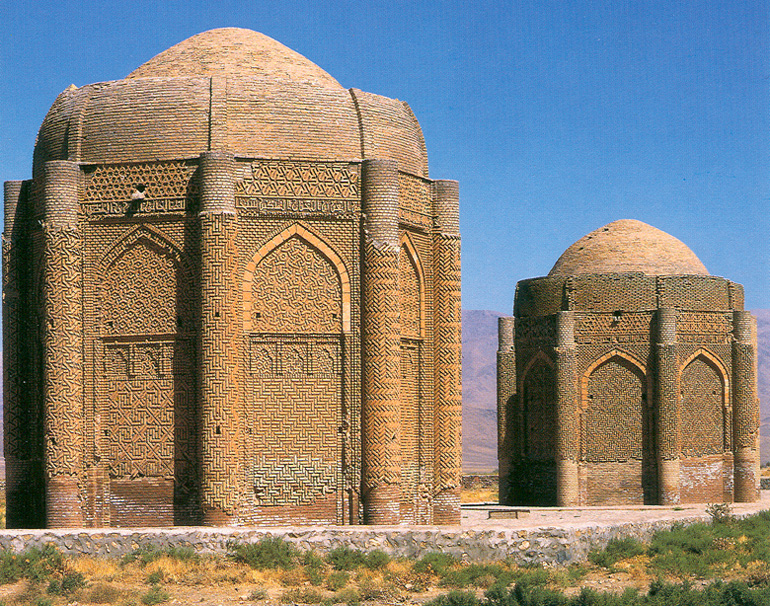
ضريحين للسلاجقة في قزوين - أبراج خراقان

| # | الاسم الملكي | اللقب      | الاسم | فترة الحكم | المولد | الوفاة        |
| - | ------------ | ---------- | ----- | ---------- | ------ | ------------- |
| 1 | جغري بك      | أبو سليمان | داوود | 1060-1040  | 989    | 1060          |
| 2 | ألب أرسلان   | عضد الدولة | محمد  | 1072-1064  | 1029   | 15ديسمبر 1072 |
| 3 | أرسلان شاه   |            |       |            |        |               |
| 4 | طغان شاه     | شمس الدولة |       | 1092-1083  |        | 1092          |
| 5 | أرسلان أرغون |            |       | 1097-1092  | 1046   | 1097          |
| 6 | أحمد سنجر    | معز الدين  | أحمد  | 1118-1097  | 1085   | 8 مايو 1157   |

### سلاجقة كرمان(1041 م – 1187 م)
كرمان كانت دولة جنوب بلاد فارس، وسقطت عام 1187, أغلب الظن على يد طغرل الثالث. من السلاجقة العظام:
| #  | الاسم الملكي      | اللقب                 | الاسم | فترة الحكم | المولد | الوفاة |
| -- | ----------------- | --------------------- | ----- | ---------- | ------ | ------ |
| 1  | قاورد بك          | عماد الدين والدولة    | أحمد  | 1073-1041  |        | 1073   |
| 2  | كرمان شاه         |                       |       | 1074-1073  |        | 1074   |
| 3  | حسين عمر          |                       |       | 1075-1074  |        |        |
| 4  | سلطان شاه         | ركن الدين والدولة     |       | 1084-1075  |        | 1084   |
| 5  | توران شاه الأول   | عماد الدولة           |       | 1096-1084  |        | 1096   |
| 6  | إيران شاه         | بهاء الدين والدولة    |       | 1101-1096  |        | 1101   |
| 7  | أرسلان شاه الأول  | محي الإسلام والمسلمين |       | 1142-1101  | 1072   | 1142   |
| 8  | محمد شاه الأول    | مغيث الدنيا والدين    |       | 1156-1142  |        |        |
| 9  | طغرل شاه          | محي الدنيا والدين     |       | 1168-1156  |        |        |
| 10 | بهرام شاه         | أبو منصور             |       | 1174-1169  |        |        |
| 11 | أرسلان شاه الثاني |                       |       | 1177-1174  |        | 1177   |
| 12 | طوران شاه الثاني  |                       |       | 1183-1177  |        |        |
| 13 | محمد شاه الثاني   |                       | محمد  | 1188-1183  |        | 1188   |

### سلاجقة الشام (1076 م – 1117 م)
| # | الاسم الملكي      | اللقب               | الاسم | فترة الحكم | المولد | الوفاة |
| - | ----------------- | ------------------- | ----- | ---------- | ------ | ------ |
| 1 | تتش الأول         | تاج الدولة أبو سعيد |       | 1095-1078  |        |        |
| 2 | دقاق              | شمس الملوك أبو نصر  |       | 1104-1095  |        |        |
| 3 | تتش الثاني        |                     |       | 1104-      |        |        |
| 4 | إرتاش             | محي الدين           |       | 1104-      |        |        |
| 5 | رضوان             | فخر الملك           |       | 1113-1095  |        |        |
| 6 | ألب أرسلان الأخرس | تاج الدولة          |       | 1114-1113  |        |        |
| 7 | سلطان شاه         |                     |       | 1117-1114  |        |        |

سلاطين وأمراء دمشق:
- عزيز بن آباق الخوارزمي 1076-1079

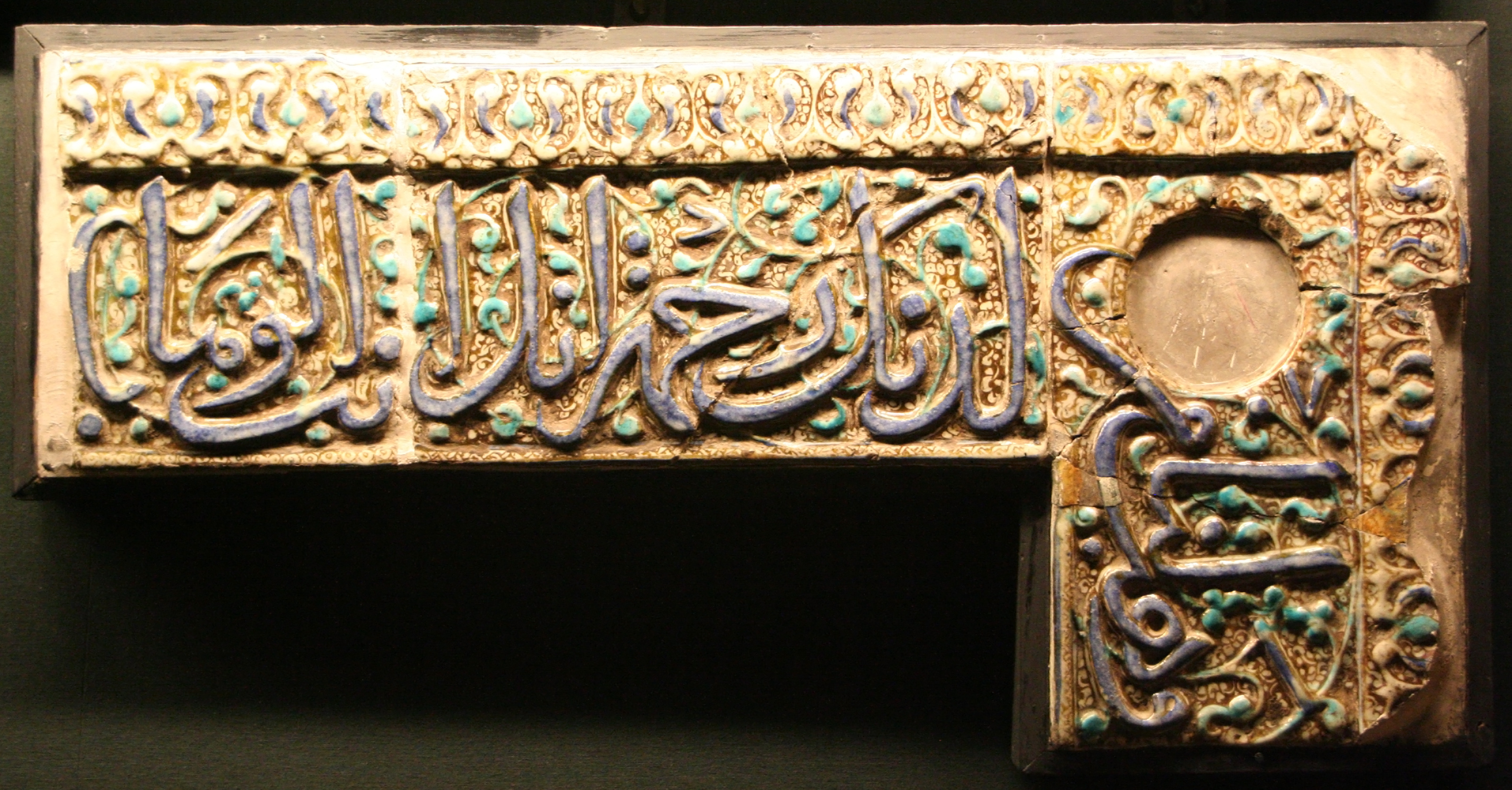
طنف أثري من العهد السَلْجُوقي. ما بين القرن 11 و 12 م.

- أبو سعيد تاج الدولة تتش السَلْجُوقي 1079-1095
- أبو نصر شمس الملوك الدقاق 1095-1104

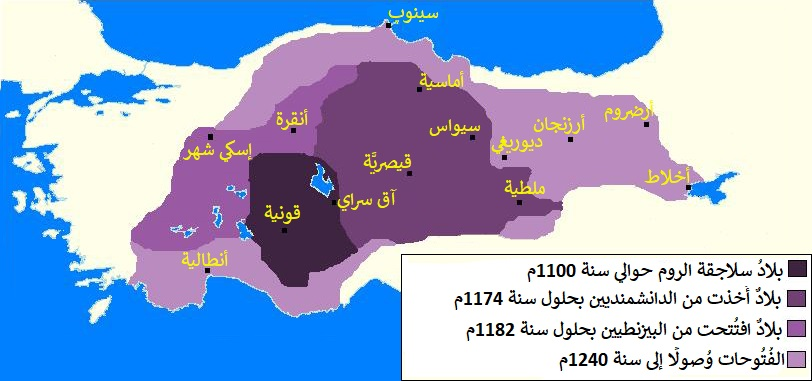
خارطة لسلطنة سلاجقة الروم في سنة 1243.

- تتش الثاني 1104
- محيي الدين بكتاش 1104

أتابكة حلب:
- أبو محمد لؤلؤ الكبير 1114-1117
- شمس الخواص يارقتاش 1117
- عماد الدين زنكي 1128-1146
- نور الدين زنكي 1146-1174

### سلاجقة الرومفيالأناضول(470-708 هـ / 1077-1307 م)
| #  | الاسم الملكي      | اللقب      | الاسم | فترة الحكم                                 | المولد | الوفاة |
| -- | ----------------- | ---------- | ----- | ------------------------------------------ | ------ | ------ |
| 1  | قتلمش             |            |       |                                            |        |        |
| 2  | سليمان الأول      |            |       | 1086-1081                                  |        |        |
| 3  | قلج أرسلان الأول  |            |       |                                            |        |        |
| 4  | ملك شاه           |            |       | 1116-1110                                  |        |        |
| 5  | مسعود الأول       | ركن الدين  |       | 1156-1116                                  |        |        |
| 6  | قلج أرسلان الثاني | عز الدين   |       | 1192-1156                                  |        |        |
| 7  | كيخسرو الأول      | غياث الدين |       | 1197-1192, 1211-1205                       |        |        |
| 8  | سليمان شاه الثاني | ركن الدين  |       | 1204-1197                                  |        |        |
| 9  | قلج أرسلان الثالث | عز الدين   |       | 1205-1204                                  |        |        |
| 10 | كيكاوس الأول      | عز الدين   |       | 1220-1211                                  |        |        |
| 11 | كيقباد الأول      | علاء الدين |       | 1237-1220                                  |        |        |
| 12 | كيخسرو الثاني     | غياث الدين |       | 1246-1237                                  |        |        |
| 13 | كيكاوس الثاني     | عز الدين   |       | 1257-1246                                  |        |        |
| 14 | قلج أرسلان الرابع |            |       | 1265-1248                                  |        |        |
| 15 | كيقباد الثاني     | علاء الدين |       | 1257-1249                                  |        |        |
| 16 | كيخسرو الثالث     | غياث الدين |       | 1282-1265                                  |        |        |
| 17 | مسعود             | غياث الدين |       | 1284-1282, 1293-1284, 1301-1294, 1307-1303 |        |        |
| 18 | كيقباد الثالث     | علاء الدين |       | 1284, 1294-1293, 1303-1301                 |        |        |

## الملاحظات
1. ↑  كان علي تكين في البداية قبل ظهور السلاجقة أسيراً عند إيلك خان إمبراطور القراخانيين، لكنه استطاع في عهد أولاد سَلْجُوق بن دُقَاق أن يَهرب إلى بخارى التي استولى عليها وأصبح حاكمها. وهناك تحالف مع أرسلان بيغو بن سَلْجُوق ضد إيلك الخان، فاستطاعا معاً صد ما أرسله إليهما من جيوش لاستعادة المدينة. لكن علي تكين أخذ يُغير على أراضي الغزنويين ويُعيق رسلهم بعد ذلك، فغضب محمود الغزنوي - حاكم الغزنويين آنذاك - وسار إليه في جيوشه فهرب علي من بخارى، ولاحقاً عاد إليها بعد رحيل الغزنويين وحاول إثارة الفتنة بين السلاجقة على ما يَرد في فقرة التأسيس.